# John McClelland (futbolista, nacido en 1955)
John McClelland (nacido el 7 de diciembre de 1955) es un exfutbolista internacional de Irlanda del Norte que jugó para varios equipos durante una carrera de 23 años. Trabajó para el Leeds United como parte de los grupos de visitas al estadio Elland Road.

## Carrera en Clubes
McClelland jugó para Portadown, Cardiff City, Bangor City (fue subcampeón de la Copa de Gales con ambos clubes) y Mansfield Town, antes de firmar con los Rangers por £90,000 en junio de 1981. Allí ganó dos medallas de la Copa de la Liga Escocesa y fue dos veces subcampeón de la Copa de Escocia.
En noviembre de 1984, el Watford pagó £225,000 por sus servicios. Durante sus cinco años en Vicarage Road fue votado dos veces como Jugador de la Temporada del Watford. Posteriormente jugó para Leeds United, donde participó en 18 partidos cuando Leeds ganó el título de la First Division de la Liga de Fútbol en la temporada 1991–92, la última temporada antes de la formación de la Premier League. Durante su tiempo en Leeds, estuvo cedido en su antiguo club Watford y en Notts County.
En la última etapa de su carrera, pasó una temporada en St Johnstone como jugador y entrenador, tuvo un breve paso por la Liga Irlandesa con Carrick Rangers, antes de jugar para Arbroath, Wycombe Wanderers, Yeovil Town y Darlington. Para cuando se retiró, había jugado en todos los países del Reino Unido y en todas las categorías del fútbol inglés.

## Carrera Internacional
A nivel internacional, McClelland también tuvo éxito. Jugó para Irlanda del Norte en los Mundiales de 1982 y 1986. Eventualmente ganó 53 partidos internacionales, anotando un gol en una victoria sobre Turquía. También fue capitán de la Selección de fútbol de Irlanda del Norte desde después del Mundial de 1986 hasta su retiro en 1990. 
Las anotaciones y los resultados muestran primero la cantidad de goles de Irlanda del Norte.
| # | Fecha               | Lugar                      | Oponente | Marcador | Resultado | Competición                         |
| - | ------------------- | -------------------------- | -------- | -------- | --------- | ----------------------------------- |
| 1 | 30 de marzo de 1983 | Belfast, Irlanda del Norte | Turquía  | 2–0      | 2–1       | Clasificación para la Eurocopa 1984 |

## Después del Fútbol
Fue jugador-entrenador en St Johnstone a principios de la década de 1990. Por un breve tiempo después de su retiro, McClelland trabajó en Leeds United llevando grupos de turistas por Elland Road. Actualmente es cartero en el área de Wakefield.

## Palmarés
Jugador
Leeds United
- Campeones de la First Division de la Football League: 1991–92

Entrenador
St Johnstone
- Copa de Forfarshire: 1992-93